# Орнамент и преступление
«Орнамент и преступление» (нем. Ornament und Verbrechen) — статья австрийского архитектора Адольфа Лооса (1870—1933), изучавшего идеи пуризма, рационализма и функционализма новой венской школы архитектуры. Статья оказала значительное влияние на развитие концепций дизайна и архитектуры XX века Один из наиболее влиятельных текстов в области искусства XX века..

## История создания
Вопреки распространенному мнению о создании статьи в 1908 году, текст впервые был представлен в качестве доклада в 1910 году на заседании Академического общества литературы и музыки в Вене.
В 1913 году статья была опубликована в парижском журнале «Материалы сегодня» (фр. Les Cahiers d’aujourd’hui) на французском языке. На немецком языке текст опубликован в 1929 году в Frankfurter Zeitung. Считается, что 1908 год как дата первой публикации была предложена архитектором Генри Кулькой, который помогал Лоосу с переизданием эссе в 1931 году. Лоос или ошибся с датой, или стремился сохранить за собой первенство концепции в противостоянии с Венским сецессионом.

## Предыстория
В 1890—1893 годах Лоос учился в Дрезденской Высшей технической школе, в 1894—1896 годах работал в США. Лоос не считал архитектуру художественным творчеством. Он выступал против «орнаментализма, фасадничества и внешней декоративности». Цель Германского Веркбунда — объединить усилия художников, промышленников и торговцев — А. Лоос считал «кощунственной». Он призывал к отказу от всяких «орнаментов как детского лепета живописи» и «искусства дикаря»

## Содержание работы
В статье «Орнамент и преступление» Лоос утверждал, что «всякое украшение есть детство человечества», которое должно быть преодолено, а орнамент — эротический символ, свойственный самой низкой ступени развития человека. Далее Лоос писал: «Стремление орнаментировать свое лицо и всё, что только доступно, есть источник изобразительного искусства. Потребность первобытного человека покрывать орнаментом своё лицо и все предметы своего обихода является подлинной первопричиной возникновения искусства, первым лепетом искусства живописи. В основе этой потребности лежит эротическое начало … Но человек нашего времени, из внутреннего побуждения покрывающий стены эротическими символами, есть или преступник, или дегенерат… Культуру какой-либо страны можно измерять по степени, в какой испещрены в ней стены уборных… Эволюция культуры равнозначна удалению орнамента с предметов потребления». Пуристская теория и практика Лооса оказали значительное воздействие на развитие архитектуры конструктивизма и функционализма. По признанию Ле Корбюзье, с появлением Лооса «кончился сентиментальный период» и наступила эра архитектурного пуризма. В 1912 году Лоос основал независимую школу архитектуры в Вене. В 1921—1924 годах он был главным архитектором Вены. Работал в Париже, Праге, Брно. В 1924 году Веркбундом организована выставка промышленных изделий в Штутгарте под названием «Форма без орнамента» (нем. Form ohne Ornament), выпущен иллюстрированный каталог.

## Идеи и значение
А. Лоос последовательно выступал за разделение искусства и ремесла, утверждая, что «история человечества показывает, как искусство ищет возможности освободиться от профанации посредством отделения от предметов потребления, от ремесленных поделок». В этом идейная позиция Лооса близка теории Джона Рёскина и полностью противоположна «Практической эстетике» Готфрида Земпера. Свои взгляды Лоос проповедовал и в других статьях и публичных выступлениях. В статье «Вырождение культуры» (1908) венский архитектор, одновременно со статьёй об орнаменте, нападал на Веркбунд и попытки его художников создать «стиль своего времени». Ещё в одной статье — «Орнамент и воспитание» — Лоос сделал самое категоричное заявление: «Расшвыривать искусство на предметы потребления просто некультурно».